# Coppa Libertadores 2019
La Coppa Libertadores 2019 è stata la 60ª edizione della Coppa Libertadores d'America, il più importante torneo di calcio del Sud America organizzato dal CONMEBOL. Al torneo partecipano 47 squadre provenienti da 10 paesi latinoamericani: Argentina, Bolivia, Brasile, Cile, Colombia, Ecuador, Paraguay, Perù, Uruguay e Venezuela.
Per la prima volta nella storia della competizione, la finale è stata giocata in gara unica e in campo neutro. A ospitare l'ultimo atto avrebbe dovuto essere l'Estadio Nacional di Santiago; tuttavia, a causa delle tensioni sociali verificatesi in Cile, la CONMEBOL ha deciso di spostare la sede della partita all'Estadio Monumental di Lima.
Il trofeo è stato vinto dal Flamengo, al secondo successo nella competizione. I brasiliani hanno sconfitto in finale i detentori del titolo, gli argentini del River Plate.
La squadra vincitrice ha ottenuto il diritto a disputare la Coppa del mondo per club FIFA 2019 e la Recopa Sudamericana 2020 (quest'ultima contro la vincente della Coppa Sudamericana 2019).

## Squadre
Al torneo partecipano 47 squadre di 10 federazioni (i 10 membri della CONMEBOL), i cui criteri di qualificazione sono determinati dalle singole federazioni nazionali.
| Nazione                 | Squadra                               | Turno di ingresso | Qualificazione |
| ----------------------- | ------------------------------------- | ----------------- | --- |
| Argentina (6+1 squadre) | River Plate (Coppa Libertadores)      | Fase a gruppi     | Vincitore Coppa Libertadores 2018                                                                                     |
| Argentina (6+1 squadre) | Boca Juniors (ARG 1)                  | Fase a gruppi     | Vincitore della Primera División 2017-2018                                                                            |
| Argentina (6+1 squadre) | Godoy Cruz (ARG 2)                    | Fase a gruppi     | 2ª classificata della Primera División 2017-2018                                                                      |
| Argentina (6+1 squadre) | Rosario Central (ARG 3)               | Fase a gruppi     | Vincitore della Coppa Argentina 2017-2018                                                                             |
| Argentina (6+1 squadre) | San Lorenzo (ARG 4)                   | Fase a gruppi     | 3ª classificata della Primera División 2017-2018                                                                      |
| Argentina (6+1 squadre) | Huracán (ARG 5)                       | Fase a gruppi     | 4ª classificata della Primera División 2017-2018                                                                      |
| Argentina (6+1 squadre) | Talleres (C) (ARG 6)                  | Seconda fase      | 5ª classificata della Primera División 2017-2018                                                                      |
| Bolivia (4 squadre)     | Wilstermann (BOL 1)                   | Fase a gironi     | Vincitore Apertura 2018                                                                                               |
| Bolivia (4 squadre)     | San José (BOL 2)                      | Fase a gironi     | Vincitore Clausura 2018                                                                                               |
| Bolivia (4 squadre)     | The Strongest (BOL 3)                 | Seconda fase      | 2ª classificata della Clausura 2018                                                                                   |
| Bolivia (4 squadre)     | Bolívar (BOL 4)                       | Prima fase        | Miglior squadra non qualificata nella classifica unita della Liga de Fútbol Profesional Boliviano 2018                |
| Brasile (7+1 squadre)   | Athl. Paranaense (Coppa Sudamericana) | Fase a gruppi     | Vincitore Coppa Sudamericana 2018                                                                                     |
| Brasile (7+1 squadre)   | Palmeiras (BRA 1)                     | Fase a gruppi     | Vincitore del Campeonato Brasileiro Série A 2018                                                                      |
| Brasile (7+1 squadre)   | Cruzeiro (BRA 2)                      | Fase a gruppi     | Vincitore della Coppa del Brasile 2018                                                                                |
| Brasile (7+1 squadre)   | Flamengo (BRA 3)                      | Fase a gruppi     | 2ª classificata nel Campeonato Brasileiro Série A 2018                                                                |
| Brasile (7+1 squadre)   | Internacional (BRA 4)                 | Fase a gruppi     | 3ª classificata nel Campeonato Brasileiro Série A 2018                                                                |
| Brasile (7+1 squadre)   | Grêmio (BRA 5)                        | Fase a gruppi     | 4ª classificata nel Campeonato Brasileiro Série A 2018                                                                |
| Brasile (7+1 squadre)   | San Paolo (BRA 6)                     | Seconda fase      | 5ª classificata nel Campeonato Brasileiro Série A 2018                                                                |
| Brasile (7+1 squadre)   | Atlético Mineiro (BRA 7)              | Seconda fase      | 6ª classificata nel Campeonato Brasileiro Série A 2018                                                                |
| Cile (4 squadre)        | Universidad Católica (CIL 1)          | Fase a gruppi     | Vincitore della Primera División 2018                                                                                 |
| Cile (4 squadre)        | Univ. de Concepción (CIL 2)           | Fase a gruppi     | 2ª classificata della Primera División 2018                                                                           |
| Cile (4 squadre)        | Universidad de Chile (CIL 3)          | Seconda fase      | 3ª classificata della Primera División 2018                                                                           |
| Cile (4 squadre)        | Palestino (CIL 4)                     | Seconda fase      | Vincitore della Coppa del Cile 2018                                                                                   |
| Colombia (4 squadre)    | Deportes Tolima (COL 1)               | Fase a gruppi     | Vincitore dell'Apertura 2018                                                                                          |
| Colombia (4 squadre)    | Atlético Junior (COL 2)               | Fase a gruppi     | Vincitore della Finalización 2018                                                                                     |
| Colombia (4 squadre)    | Independiente Medellín (COL 3)        | Seconda fase      | Miglior squadra non qualificata nella classifica unita della Primera A 2018                                           |
| Colombia (4 squadre)    | Atlético Nacional (COL 4)             | Seconda fase      | Vincitore della Coppa della Colombia 2018                                                                             |
| Ecuador (4 squadre)     | LDU Quito (ECU 1)                     | Fase a gruppi     | Vincitore della Primera Categoría Serie A 2018                                                                        |
| Ecuador (4 squadre)     | Emelec (ECU 2)                        | Fase a gruppi     | 2ª classificata della Primera Categoría Serie A 2018                                                                  |
| Ecuador (4 squadre)     | Barcelona SC (ECU 3)                  | Seconda fase      | Miglior squadra non qualificata nella classifica unita della Primera Categoría Serie A 2018                           |
| Ecuador (4 squadre)     | Delfín (ECU 4)                        | Prima fase        | 2ª miglior squadra non qualificata nella classifica unita della Primera Categoría Serie A 2018                        |
| Paraguay (4 squadre)    | Olimpia (PAR 1)                       | Fase a gruppi     | Vincitore dell'Apertura e Clausura 2018                                                                               |
| Paraguay (4 squadre)    | Cerro Porteño (PAR 2)                 | Fase a gruppi     | Miglior squadra non qualificata nella classifica unita della División Profesional 2018                                |
| Paraguay (4 squadre)    | Libertad (PAR 3)                      | Seconda fase      | 2ª miglior squadra non qualificata nella classifica unita della División Profesional 2018                             |
| Paraguay (4 squadre)    | Nacional (PAR 4)                      | Prima fase        | 3ª miglior squadra non qualificata nella classifica unita della División Profesional 2018                             |
| Perù (4 squadre)        | Sporting Cristal (PER 1)              | Fase a gruppi     | Vincitore del Campeonato Descentralizado 2018                                                                         |
| Perù (4 squadre)        | Alianza Lima (PER 2)                  | Fase a gruppi     | 2ª classificata del Campeonato Descentralizado 2018                                                                   |
| Perù (4 squadre)        | Melgar (PER 3)                        | Seconda fase      | 3ª classificata del Campeonato Descentralizado 2018                                                                   |
| Perù (4 squadre)        | Real Garcilaso (PER 4)                | Prima fase        | Miglior squadra non qualificata nella classifica unita del Campeonato Descentralizado 2018 tra le non già qualificate |
| Uruguay (4 squadre)     | Peñarol (URU 1)                       | Fase a gruppi     | Vincitore della Primera División 2018                                                                                 |
| Uruguay (4 squadre)     | Nacional (URU 2)                      | Fase a gruppi     | 2ª classificata nella Primera División 2018                                                                           |
| Uruguay (4 squadre)     | Danubio (URU 3)                       | Seconda fase      | Miglior squadra non qualificata nella classifica unita della Primera División 2018                                    |
| Uruguay (4 squadre)     | Defensor Sporting (URU 4)             | Prima fase        | 2ª miglior squadra non qualificata nella classifica unita della Primera División 2018                                 |
| Venezuela (4 squadre)   | Zamora FC (VEN 1)                     | Fase a gruppi     | Vincitore della Primera División 2018                                                                                 |
| Venezuela (4 squadre)   | Deportivo Lara (VEN 2)                | Fase a gruppi     | 2ª classificata della Primera División 2018                                                                           |
| Venezuela (4 squadre)   | Caracas (VEN 3)                       | Seconda fase      | Miglior squadra non qualificata nella classifica unita della Primera División 2018                                    |
| Venezuela (4 squadre)   | Dep. La Guaira (VEN 4)                | Prima fase        | 2ª miglior squadra non qualificata nella classifica unita della Primera División 2018                                 |

## Date
| Fase                        | Turno            | Sorteggio                | Andata                                | Ritorno                               |
| --------------------------- | ---------------- | ------------------------ | ------------------------------------- | ------------------------------------- |
| Qualificazioni              | Prima fase       | 17 dicembre 2018 (Luque) | 22-24 gennaio 2019                    | 29-31 gennaio 2019                    |
| Qualificazioni              | Seconda fase     | 17 dicembre 2018 (Luque) | 5-7 febbraio 2019                     | 12-14 febbraio 2019                   |
| Qualificazioni              | Terza fase       | 17 dicembre 2018 (Luque) | 19-21 febbraio 2019                   | 26-28 febbraio 2019                   |
| Fase a gironi               | Prima giornata   | 17 dicembre 2018 (Luque) | 5-7 marzo 2019                        | 5-7 marzo 2019                        |
| Fase a gironi               | Seconda giornata | 17 dicembre 2018 (Luque) | 12-14 marzo 2019                      | 12-14 marzo 2019                      |
| Fase a gironi               | Terza giornata   | 17 dicembre 2018 (Luque) | 2-4 aprile 2019                       | 2-4 aprile 2019                       |
| Fase a gironi               | Quarta giornata  | 17 dicembre 2018 (Luque) | 9-11 aprile 2019                      | 9-11 aprile 2019                      |
| Fase a gironi               | Quinta giornata  | 17 dicembre 2018 (Luque) | 23-25 aprile 2019                     | 23-25 aprile 2019                     |
| Fase a gironi               | Sesta giornata   | 17 dicembre 2018 (Luque) | 7-9 maggio 2019                       | 7-9 maggio 2019                       |
| Fase a eliminazione diretta | Ottavi di finale | 13 maggio 2019 (Luque)   | 23-25 luglio 2019                     | 30 luglio-1º agosto 2019              |
| Fase a eliminazione diretta | Quarti di finale | 13 maggio 2019 (Luque)   | 20-22 agosto 2019                     | 27-29 agosto 2019                     |
| Fase a eliminazione diretta | Semifinali       | 13 maggio 2019 (Luque)   | 1º-2 ottobre 2019                     | 22-23 ottobre 2019                    |
| Finale                      | Finale           | 13 maggio 2019 (Luque)   | 23 novembre 2019 all'Estadio Nacional | 23 novembre 2019 all'Estadio Nacional |

## Prima fase
Alla prima fase partecipano squadre provenienti da Bolivia, Ecuador, Paraguay, Perù, Uruguay e Venezuela. Tramite sorteggio si sono determinate le tre sfide a eliminazione diretta, le cui vincenti hanno avuto il diritto di accedere alla seconda fase.
| Squadra 1      | Totale      | Squadra 2         | Andata | Ritorno |
| -------------- | ----------- | ----------------- | ------ | ------- |
| Delfín         | 5 - 1       | Nacional          | 3 - 0  | 2 - 1   |
| Dep. La Guaira | 2 - 2 (gfc) | Real Garcilaso    | 1 - 0  | 1 - 2   |
| Bolívar        | 5 - 6       | Defensor Sporting | 2 - 4  | 3 - 2   |

## Seconda fase
Alla seconda fase partecipano 16 squadre: le 3 vincenti della prima fase e altre 13 squadre provenienti da ogni federazione (2 da Brasile, Cile e Colombia e 1 dalle altre federazioni). Il sorteggio ha determinato gli accoppiamenti in sfide di andata e ritorno. Le 8 squadre vincenti accederanno alla terza fase.
| Squadra 1      | Totale          | Squadra 2              | Andata | Ritorno |
| -------------- | --------------- | ---------------------- | ------ | ------- |
| Danubio        | 4 - 5           | Atlético Mineiro       | 2 - 2  | 2 - 3   |
| Melgar         | 1 - 0           | Universidad de Chile   | 1 - 0  | 0 - 0   |
| The Strongest  | 2 - 6           | Libertad               | 1 - 1  | 1 - 5   |
| Palestino      | 2 - 2 (4-1 dtr) | Independiente Medellín | 1 - 1  | 1 - 1   |
| Talleres (C)   | 2 - 0           | San Paolo              | 2 - 0  | 0 - 0   |
| Dep. La Guaira | 0 - 1           | Atlético Nacional      | 0 - 1  | 0 - 0   |
| Delfín         | 1 - 1 (gfc)     | Caracas                | 1 - 1  | 0 - 0   |
| Defensor       | 3 - 1           | Barcelona SC           | 3 - 0  | 0 - 1   |

## Terza fase
Alla terza fase partecipano le 8 squadre vincenti della fase precedente, con la possibilità di incroci tra squadre della stessa federazione. Le 4 squadre vincenti avranno il diritto di accedere alla fase a gruppi, mentre le due migliori classificate tra le squadre eliminate accedono al secondo turno della Coppa Sudamericana 2019.
| Squadra 1    | Totale          | Squadra 2         | Andata | Ritorno |
| ------------ | --------------- | ----------------- | ------ | ------- |
| Defensor     | 0 - 2           | Atlético Mineiro  | 0 - 2  | 0 - 0   |
| Melgar       | 3 - 2           | Caracas           | 2 - 0  | 1 - 2   |
| Libertad     | 1 - 1 (5-4 dtr) | Atlético Nacional | 1 - 0  | 0 - 1   |
| Talleres (C) | 3 - 4           | Palestino         | 2 - 2  | 1 - 2   |

 Atlético Nacional e  Caracas accedono al secondo turno della Coppa Sudamericana 2019.

## Fase a gruppi
Le 32 squadre partecipanti si dividono in 8 gruppi, ognuno composto da 4 squadre. Ogni squadra gioca con le altre 3 squadre del proprio girone con partite di andata e ritorno. La prima e la seconda classificata di ogni girone accederanno agli ottavi di finale, mentre la terza classificata avrà il diritto di accedere alla Coppa Sudamericana 2019.

### Gruppo A

#### Classifica
| Pos. | Squadra       | P  | G | V | N | P | GF | GS | DR  |
| ---- | ------------- | -- | - | - | - | - | -- | -- | --- |
| 1.   | Internacional | 14 | 6 | 4 | 2 | 0 | 11 | 6  | +5  |
| 2.   | River Plate   | 10 | 6 | 2 | 4 | 0 | 10 | 5  | +5  |
| 3.   | Palestino     | 7  | 6 | 2 | 1 | 3 | 7  | 7  | 0   |
| 4.   | Alianza Lima  | 1  | 6 | 0 | 1 | 5 | 2  | 12 | -10 |

#### Risultati
| Squadra 1     | Risultato   | Squadra 2     |
| 1ª giornata   | 1ª giornata | 1ª giornata   |
| ------------- | ----------- | ------------- |
| Palestino     | 0 - 1       | Internacional |
| Alianza Lima  | 1 - 1       | River Plate   |
| 2ª giornata   |             |               |
| Internacional | 2 - 0       | Alianza Lima  |
| River Plate   | 0 - 0       | Palestino     |
| 3ª giornata   |             |               |
| Palestino     | 3 - 0       | Alianza Lima  |
| Internacional | 2 - 2       | River Plate   |
| 4ª giornata   |             |               |
| Internacional | 3 - 2       | Palestino     |
| River Plate   | 3 - 0       | Alianza Lima  |
| 5ª giornata   |             |               |
| Palestino     | 0 - 2       | River Plate   |
| Alianza Lima  | 0 - 1       | Internacional |
| 6ª giornata   |             |               |
| River Plate   | 2 - 2       | Internacional |
| Alianza Lima  | 1 - 2       | Palestino     |

### Gruppo B

#### Classifica
| Pos. | Squadra        | P  | G | V | N | P | GF | GS | DR |
| ---- | -------------- | -- | - | - | - | - | -- | -- | -- |
| 1.   | Cruzeiro       | 15 | 6 | 5 | 0 | 1 | 11 | 2  | +9 |
| 2.   | Emelec         | 9  | 6 | 2 | 3 | 1 | 6  | 5  | +1 |
| 3.   | Deportivo Lara | 5  | 6 | 1 | 2 | 3 | 4  | 10 | -6 |
| 4.   | Huracán        | 4  | 6 | 1 | 1 | 4 | 5  | 9  | -4 |

#### Risultati
| Squadra 1      | Risultato   | Squadra 2      |
| 1ª giornata    | 1ª giornata | 1ª giornata    |
| -------------- | ----------- | -------------- |
| Huracán        | 0 - 1       | Cruzeiro       |
| Deportivo Lara | 0 - 0       | Emelec         |
| 2ª giornata    |             |                |
| Cruzeiro       | 2 - 0       | Deportivo Lara |
| Emelec         | 0 - 0       | Huracán        |
| 3ª giornata    |             |                |
| Emelec         | 0 - 1       | Cruzeiro       |
| Deportivo Lara | 2 - 1       | Huracán        |
| 4ª giornata    |             |                |
| Cruzeiro       | 4 - 0       | Huracán        |
| Emelec         | 2 - 2       | Deportivo Lara |
| 5ª giornata    |             |                |
| Huracán        | 1 - 2       | Emelec         |
| Deportivo Lara | 0 - 2       | Cruzeiro       |
| 6ª giornata    |             |                |
| Cruzeiro       | 1 - 2       | Emelec         |
| Huracán        | 3 - 0       | Deportivo Lara |

### Gruppo C

#### Classifica
| Pos. | Squadra             | P | G | V | N | P | GF | GS | DR |
| ---- | ------------------- | - | - | - | - | - | -- | -- | -- |
| 1.   | Olimpia             | 9 | 6 | 2 | 3 | 1 | 9  | 6  | +3 |
| 2.   | Godoy Cruz          | 9 | 6 | 2 | 3 | 1 | 5  | 3  | +2 |
| 3.   | Sporting Cristal    | 7 | 6 | 2 | 1 | 3 | 8  | 11 | -3 |
| 4.   | Univ. de Concepción | 6 | 6 | 1 | 3 | 2 | 9  | 11 | -2 |

#### Risultati
| Squadra 1           | Risultato   | Squadra 2           |
| 1ª giornata         | 1ª giornata | 1ª giornata         |
| ------------------- | ----------- | ------------------- |
| Godoy Cruz          | 0 - 0       | Olimpia             |
| Univ. de Concepción | 5 - 4       | Sporting Cristal    |
| 2ª giornata         |             |                     |
| Olimpia             | 1 - 1       | Univ. de Concepción |
| Sporting Cristal    | 1 - 1       | Godoy Cruz          |
| 3ª giornata         |             |                     |
| Univ. de Concepción | 0 - 0       | Godoy Cruz          |
| Sporting Cristal    | 0 - 3       | Olimpia             |
| 4ª giornata         |             |                     |
| Olimpia             | 2 - 1       | Godoy Cruz          |
| Sporting Cristal    | 2 - 0       | Univ. de Concepción |
| 5ª giornata         |             |                     |
| Univ. de Concepción | 3 - 3       | Olimpia             |
| Godoy Cruz          | 2 - 0       | Sporting Cristal    |
| 6ª giornata         |             |                     |
| Olimpia             | 0 - 1       | Sporting Cristal    |
| Godoy Cruz          | 1 - 0       | Univ. de Concepción |

### Gruppo D

#### Classifica
| Pos. | Squadra   | P  | G | V | N | P | GF | GS | DR  |
| ---- | --------- | -- | - | - | - | - | -- | -- | --- |
| 1.   | Flamengo  | 10 | 6 | 3 | 1 | 2 | 11 | 5  | +6  |
| 2.   | LDU Quito | 10 | 6 | 3 | 1 | 2 | 12 | 8  | +4  |
| 3.   | Peñarol   | 10 | 6 | 3 | 1 | 2 | 7  | 5  | +2  |
| 4.   | San José  | 4  | 6 | 1 | 1 | 4 | 7  | 19 | -12 |

#### Risultati
| Squadra 1   | Risultato   | Squadra 2   |
| 1ª giornata | 1ª giornata | 1ª giornata |
| ----------- | ----------- | ----------- |
| San José    | 0 - 1       | Flamengo    |
| LDU Quito   | 2 - 0       | Peñarol     |
| 2ª giornata |             |             |
| Flamengo    | 3 - 1       | LDU Quito   |
| Peñarol     | 4 - 0       | San José    |
| 3ª giornata |             |             |
| San José    | 3 - 3       | LDU Quito   |
| Flamengo    | 0 - 1       | Peñarol     |
| 4ª giornata |             |             |
| Peñarol     | 1 - 0       | LDU Quito   |
| Flamengo    | 6 - 1       | San José    |
| 5ª giornata |             |             |
| San José    | 3 - 1       | Peñarol     |
| LDU Quito   | 2 - 1       | Flamengo    |
| 6ª giornata |             |             |
| LDU Quito   | 4 - 0       | San José    |
| Peñarol     | 0 - 0       | Flamengo    |

### Gruppo E

#### Classifica
| Pos. | Squadra          | P  | G | V | N | P | GF | GS | DR |
| ---- | ---------------- | -- | - | - | - | - | -- | -- | -- |
| 1.   | Cerro Porteño    | 13 | 6 | 4 | 1 | 1 | 10 | 5  | +5 |
| 2.   | Nacional         | 13 | 6 | 4 | 2 | 0 | 5  | 2  | +3 |
| 3.   | Atlético Mineiro | 6  | 6 | 2 | 0 | 4 | 6  | 10 | -4 |
| 4.   | Zamora FC        | 3  | 6 | 1 | 0 | 5 | 6  | 10 | -4 |

#### Risultati
| Squadra 1        | Risultato   | Squadra 2        |
| 1ª giornata      | 1ª giornata | 1ª giornata      |
| ---------------- | ----------- | ---------------- |
| Atlético Mineiro | 0 - 1       | Cerro Porteño    |
| Zamora FC        | 0 - 1       | Nacional         |
| 2ª giornata      |             |                  |
| Nacional         | 1 - 0       | Atlético Mineiro |
| Cerro Porteño    | 2 - 1       | Zamora FC        |
| 3ª giornata      |             |                  |
| Cerro Porteño    | 1 - 0       | Nacional         |
| Atlético Mineiro | 3 - 2       | Zamora FC        |
| 4ª giornata      |             |                  |
| Nacional         | 1 - 0       | Zamora FC        |
| Cerro Porteño    | 4 - 1       | Atlético Mineiro |
| 5ª giornata      |             |                  |
| Atlético Mineiro | 0 - 1       | Nacional         |
| Zamora FC        | 2 - 1       | Cerro Porteño    |
| 6ª giornata      |             |                  |
| Nacional         | 1 - 1       | Cerro Porteño    |
| Zamora FC        | 1 - 2       | Atlético Mineiro |

### Gruppo F

#### Classifica
| Pos. | Squadra         | P  | G | V | N | P | GF | GS | DR  |
| ---- | --------------- | -- | - | - | - | - | -- | -- | --- |
| 1.   | Palmeiras       | 15 | 6 | 5 | 0 | 1 | 13 | 1  | +12 |
| 2.   | San Lorenzo     | 10 | 6 | 3 | 1 | 2 | 4  | 2  | +2  |
| 3.   | Melgar          | 7  | 6 | 2 | 1 | 3 | 2  | 9  | -7  |
| 4.   | Atlético Junior | 3  | 6 | 1 | 0 | 5 | 1  | 8  | -7  |

#### Risultati
| Squadra 1       | Risultato   | Squadra 2       |
| 1ª giornata     | 1ª giornata | 1ª giornata     |
| --------------- | ----------- | --------------- |
| Melgar          | 0 - 0       | San Lorenzo     |
| Atlético Junior | 0 - 2       | Palmeiras       |
| 2ª giornata     |             |                 |
| Palmeiras       | 3 - 0       | Melgar          |
| San Lorenzo     | 1 - 0       | Atlético Junior |
| 3ª giornata     |             |                 |
| San Lorenzo     | 1 - 0       | Palmeiras       |
| Melgar          | 1 - 0       | Atlético Junior |
| 4ª giornata     |             |                 |
| San Lorenzo     | 2 - 0       | Melgar          |
| Palmeiras       | 3 - 0       | Atlético Junior |
| 5ª giornata     |             |                 |
| Atlético Junior | 1 - 0       | San Lorenzo     |
| Melgar          | 0 - 4       | Palmeiras       |
| 6ª giornata     |             |                 |
| Palmeiras       | 1 - 0       | San Lorenzo     |
| Atlético Junior | 0 - 1       | Melgar          |

### Gruppo G

#### Classifica
| Pos. | Squadra          | P  | G | V | N | P | GF | GS | DR |
| ---- | ---------------- | -- | - | - | - | - | -- | -- | -- |
| 1.   | Boca Juniors     | 11 | 6 | 3 | 2 | 1 | 11 | 6  | +5 |
| 2.   | Athl. Paranaense | 9  | 6 | 3 | 0 | 3 | 11 | 6  | +5 |
| 3.   | Deportes Tolima  | 8  | 6 | 2 | 2 | 2 | 7  | 8  | -1 |
| 4.   | Wilstermann      | 5  | 6 | 1 | 2 | 3 | 5  | 14 | -9 |

#### Risultati
| Squadra 1        | Risultato   | Squadra 2        |
| 1ª giornata      | 1ª giornata | 1ª giornata      |
| ---------------- | ----------- | ---------------- |
| Wilstermann      | 0 - 0       | Boca Juniors     |
| Deportes Tolima  | 1 - 0       | Athl. Paranaense |
| 2ª giornata      |             |                  |
| Boca Juniors     | 3 - 0       | Deportes Tolima  |
| Athl. Paranaense | 4 - 0       | Wilstermann      |
| 3ª giornata      |             |                  |
| Athl. Paranaense | 3 - 0       | Boca Juniors     |
| Deportes Tolima  | 2 - 2       | Wilstermann      |
| 4ª giornata      |             |                  |
| Athl. Paranaense | 1 - 0       | Deportes Tolima  |
| Boca Juniors     | 4 - 0       | Wilstermann      |
| 5ª giornata      |             |                  |
| Wilstermann      | 3 - 2       | Athl. Paranaense |
| Deportes Tolima  | 2 - 2       | Boca Juniors     |
| 6ª giornata      |             |                  |
| Boca Juniors     | 2 - 1       | Athl. Paranaense |
| Wilstermann      | 0 - 2       | Deportes Tolima  |

### Gruppo H

#### Classifica
| Pos. | Squadra              | P  | G | V | N | P | GF | GS | DR |
| ---- | -------------------- | -- | - | - | - | - | -- | -- | -- |
| 1.   | Libertad             | 12 | 6 | 4 | 0 | 2 | 11 | 7  | +4 |
| 2.   | Grêmio               | 10 | 6 | 3 | 1 | 2 | 8  | 4  | +4 |
| 3.   | Universidad Católica | 7  | 6 | 2 | 1 | 3 | 7  | 11 | -4 |
| 4.   | Rosario Central      | 5  | 6 | 1 | 2 | 3 | 6  | 10 | -4 |

#### Risultati
| Squadra 1            | Risultato   | Squadra 2            |
| 1ª giornata          | 1ª giornata | 1ª giornata          |
| -------------------- | ----------- | -------------------- |
| Libertad             | 4 - 1       | Universidad Católica |
| Rosario Central      | 1 - 1       | Grêmio               |
| 2ª giornata          |             |                      |
| Grêmio               | 0 - 1       | Libertad             |
| Universidad Católica | 2 - 1       | Rosario Central      |
| 3ª giornata          |             |                      |
| Universidad Católica | 1 - 0       | Grêmio               |
| Libertad             | 2 - 0       | Rosario Central      |
| 4ª giornata          |             |                      |
| Universidad Católica | 2 - 3       | Libertad             |
| Grêmio               | 3 - 1       | Rosario Central      |
| 5ª giornata          |             |                      |
| Libertad             | 0 - 2       | Grêmio               |
| Rosario Central      | 1 - 1       | Universidad Católica |
| 6ª giornata          |             |                      |
| Grêmio               | 2 - 0       | Universidad Católica |
| Rosario Central      | 2 - 1       | Libertad             |

## Fase a eliminazione diretta
Le fasi finali prevedono la disputa di ottavi di finale, quarti di finale e semifinali, con partite di andata e ritorno. Gli accoppiamenti degli ottavi di finale, sul modello del tabellone tennistico, saranno stabiliti tramite sorteggio. In caso di parità di reti segnate dopo le due partite vale la regola del maggior numero di reti segnate in trasferta. In caso di ulteriore parità si tirano direttamente i calci di rigore, senza disputare i tempi supplementari. La finale viene disputata in gara unica, in caso di parità dopo i tempi regolamentari sono previsti tempi supplementari ed eventualmente calci di rigore.

### Tabellone
|  | Ottavi di finale  | Ottavi di finale | Ottavi di finale | Ottavi di finale |   |              | Quarti di finale | Quarti di finale | Quarti di finale | Quarti di finale |  |             | Semifinali | Semifinali | Semifinali | Semifinali |             |   | Finale | Finale |
|  |                   |                  |                  |                  |   |              |                  |                  |                  |                  |  |             |            |            |            |            |             |   |        |        |
|  | River Plate (dtr) | 0                | 0                | 0 (4)            |   |              |                  |                  |                  |                  |  |             |            |            |            |            |             |   |        |        |
|  | Cruzeiro          | 0                | 0                | 0 (2)            |   |              |                  |                  |                  |                  |  |             |            |            |            |            |             |   |        |        |
|  | Cruzeiro          | 0                | 0                | 0 (2)            |   | River Plate  | 2                | 1                | 3                |                  |  |             |            |            |            |            |             |   |        |        |
|  |                   |                  |                  |                  |   | River Plate  | 2                | 1                | 3                |                  |  |             |            |            |            |            |             |   |        |        |
|  |                   | Cerro Porteño    | 0                | 1                | 1 |              |                  |                  |                  |                  |  |             |            |            |            |            |             |   |        |        |
|  | San Lorenzo       | Cerro Porteño    | 0                | 1                | 1 | 0            | 1                | 1                |                  |                  |  |             |            |            |            |            |             |   |        |        |
|  | San Lorenzo       |                  |                  |                  |   | 0            | 1                | 1                |                  |                  |  |             |            |            |            |            |             |   |        |        |
|  | Cerro Porteño     | 0                | 2                | 2                |   |              |                  |                  |                  |                  |  |             |            |            |            |            |             |   |        |        |
|  | Cerro Porteño     | 0                | 2                | 2                |   |              |                  |                  |                  |                  |  | River Plate | 2          | 0          | 2          |            |             |   |        |        |
|  |                   |                  |                  |                  |   |              |                  |                  |                  |                  |  | River Plate | 2          | 0          | 2          |            |             |   |        |        |
|  |                   | Boca Juniors     | 0                | 1                | 1 |              |                  |                  |                  |                  |  |             |            |            |            |            |             |   |        |        |
|  | LDU Quito         | Boca Juniors     | 0                | 1                | 1 | 3            | 1                | 4                |                  |                  |  |             |            |            |            |            |             |   |        |        |
|  | LDU Quito         |                  |                  |                  |   | 3            | 1                | 4                |                  |                  |  |             |            |            |            |            |             |   |        |        |
|  | Olimpia           | 1                | 1                | 2                |   |              |                  |                  |                  |                  |  |             |            |            |            |            |             |   |        |        |
|  | Olimpia           | 1                | 1                | 2                |   | LDU Quito    | 0                | 0                | 0                |                  |  |             |            |            |            |            |             |   |        |        |
|  |                   |                  |                  |                  |   | LDU Quito    | 0                | 0                | 0                |                  |  |             |            |            |            |            |             |   |        |        |
|  |                   | Boca Juniors     | 3                | 0                | 3 |              |                  |                  |                  |                  |  |             |            |            |            |            |             |   |        |        |
|  | Athl. Paranaense  | Boca Juniors     | 3                | 0                | 3 | 0            | 0                | 0                |                  |                  |  |             |            |            |            |            |             |   |        |        |
|  | Athl. Paranaense  |                  |                  |                  |   | 0            | 0                | 0                |                  |                  |  |             |            |            |            |            |             |   |        |        |
|  | Boca Juniors      | 1                | 2                | 3                |   |              |                  |                  |                  |                  |  |             |            |            |            |            |             |   |        |        |
|  | Boca Juniors      | 1                | 2                | 3                |   |              |                  |                  |                  |                  |  |             |            |            |            |            | River Plate | 1 |        |        |
|  |                   |                  |                  |                  |   |              |                  |                  |                  |                  |  |             |            |            |            |            |             | 1 |        |        |
|  |                   | Flamengo         | 2                |                  |   |              |                  |                  |                  |                  |  |             |            |            |            |            |             |   |        |        |
|  | Grêmio            | Flamengo         | 2                | 2                | 3 | 5            |                  |                  |                  |                  |  |             |            |            |            |            |             |   |        |        |
|  | Grêmio            |                  |                  | 2                | 3 | 5            |                  |                  |                  |                  |  |             |            |            |            |            |             |   |        |        |
|  | Libertad          | 0                | 0                | 0                |   |              |                  |                  |                  |                  |  |             |            |            |            |            |             |   |        |        |
|  | Libertad          | 0                | 0                | 0                |   | Grêmio (gfc) | 0                | 2                | 2                |                  |  |             |            |            |            |            |             |   |        |        |
|  |                   |                  |                  |                  |   | Grêmio (gfc) | 0                | 2                | 2                |                  |  |             |            |            |            |            |             |   |        |        |
|  |                   | Palmeiras        | 1                | 1                | 2 |              |                  |                  |                  |                  |  |             |            |            |            |            |             |   |        |        |
|  | Godoy Cruz        | Palmeiras        | 1                | 1                | 2 | 2            | 0                | 2                |                  |                  |  |             |            |            |            |            |             |   |        |        |
|  | Godoy Cruz        |                  |                  |                  |   | 2            | 0                | 2                |                  |                  |  |             |            |            |            |            |             |   |        |        |
|  | Palmeiras         | 2                | 4                | 6                |   |              |                  |                  |                  |                  |  |             |            |            |            |            |             |   |        |        |
|  | Palmeiras         | 2                | 4                | 6                |   |              |                  |                  |                  |                  |  | Grêmio      | 1          | 0          | 1          |            |             |   |        |        |
|  |                   |                  |                  |                  |   |              |                  |                  |                  |                  |  | Grêmio      | 1          | 0          | 1          |            |             |   |        |        |
|  |                   | Flamengo         | 1                | 5                | 6 |              |                  |                  |                  |                  |  |             |            |            |            |            |             |   |        |        |
|  | Emelec            | Flamengo         | 1                | 5                | 6 | 2            | 0                | 2 (2)            |                  |                  |  |             |            |            |            |            |             |   |        |        |
|  | Emelec            |                  |                  |                  |   | 2            | 0                | 2 (2)            |                  |                  |  |             |            |            |            |            |             |   |        |        |
|  | Flamengo (dtr)    | 0                | 2                | 2 (4)            |   |              |                  |                  |                  |                  |  |             |            |            |            |            |             |   |        |        |
|  | Flamengo (dtr)    | 0                | 2                | 2 (4)            |   | Flamengo     | 2                | 1                | 3                |                  |  |             |            |            |            |            |             |   |        |        |
|  |                   |                  |                  |                  |   | Flamengo     | 2                | 1                | 3                |                  |  |             |            |            |            |            |             |   |        |        |
|  |                   | Internacional    | 0                | 1                | 1 |              |                  |                  |                  |                  |  |             |            |            |            |            |             |   |        |        |
|  | Nacional          | Internacional    | 0                | 1                | 1 | 0            | 0                | 0                |                  |                  |  |             |            |            |            |            |             |   |        |        |
|  | Nacional          |                  |                  |                  |   | 0            | 0                | 0                |                  |                  |  |             |            |            |            |            |             |   |        |        |
|  | Internacional     | 1                | 2                | 3                |   |              |                  |                  |                  |                  |  |             |            |            |            |            |             |   |        |        |

### Ottavi di finale
| Squadra 1        | Totale          | Squadra 2     | Andata | Ritorno |
| ---------------- | --------------- | ------------- | ------ | ------- |
| River Plate      | 0 - 0 (4-2 dtr) | Cruzeiro      | 0 - 0  | 0 - 0   |
| San Lorenzo      | 1 - 2           | Cerro Porteño | 0 - 0  | 1 - 2   |
| Godoy Cruz       | 2 - 6           | Palmeiras     | 2 - 2  | 0 - 4   |
| Grêmio           | 5 - 0           | Libertad      | 2 - 0  | 3 - 0   |
| Emelec           | 2 - 2 (2-4 dtr) | Flamengo      | 2 - 0  | 0 - 2   |
| Nacional         | 0 - 3           | Internacional | 0 - 1  | 0 - 2   |
| LDU Quito        | 4 - 2           | Olimpia       | 3 - 1  | 1 - 1   |
| Athl. Paranaense | 0 - 3           | Boca Juniors  | 0 - 1  | 0 - 2   |

### Quarti di finale
| Squadra 1   | Totale      | Squadra 2     | Andata | Ritorno |
| ----------- | ----------- | ------------- | ------ | ------- |
| River Plate | 3 - 1       | Cerro Porteño | 2 - 0  | 1 - 1   |
| LDU Quito   | 0 - 3       | Boca Juniors  | 0 - 3  | 0 - 0   |
| Flamengo    | 3 - 1       | Internacional | 2 - 0  | 1 - 1   |
| Grêmio      | 2 - 2 (gfc) | Palmeiras     | 0 - 1  | 2 - 1   |

### Semifinali
| Squadra 1   | Totale | Squadra 2    | Andata | Ritorno |
| ----------- | ------ | ------------ | ------ | ------- |
| River Plate | 2 - 1  | Boca Juniors | 2 - 0  | 0 - 1   |
| Grêmio      | 1 - 6  | Flamengo     | 1 - 1  | 0 - 5   |

### Finale
La finale si sarebbe dovuta disputare in gara unica all'Estadio Nacional di Santiago, ma, a causa delle tensioni sociali verificatesi in Cile, la CONMEBOL ha deciso di spostare la sede della partita all'Estadio Monumental di Lima.
| Arbitro: | Roberto Tobar |

|                       |           |           |
| Gabriel B. 89’, 90+2’ | Marcatori | 14’ Borré |

## Statistiche

### Individuali

#### Classifica marcatori
| Gol |  |  | Giocatore        | Squadra             |
| --- |  |  | ---------------- | ------------------- |
| 9   |  |  | Gabriel Barbosa  | Flamengo            |
| 6   |  |  | Adrián Martínez  | Libertad            |
| 6   |  |  | Marco Ruben      | Athl. Paranaense    |
| 6   |  |  | Gustavo Scarpa   | Palmeiras           |
| 5   |  |  | Bruno Henrique   | Flamengo            |
| 5   |  |  | Ricardo Oliveira | Atlético Mineiro    |
| 5   |  |  | Patricio Rubio   | Univ. de Concepción |